# Bibio carolinus
Bibio carolinus är en tvåvingeart som beskrevs av Hardy 1945. Bibio carolinus ingår i släktet Bibio och familjen hårmyggor. Inga underarter finns listade i Catalogue of Life.